# Erwin Jollasse
Erwin Jollasse (* 8. Dezember 1892 in Hamburg; † 14. März 1987 in Tutzing, Landkreis Starnberg) war ein deutscher Generalleutnant im Zweiten Weltkrieg.

## Leben
Jollasse war der Sohn eines Architekten und dessen Ehefrau, einer geborenen Biernatzki. Nach seinem Abitur trat er am 3. Oktober 1911 als Fahnenjunker in das 6. Rheinische Infanterie-Regiment Nr. 68 der Preußischen Armee ein, absolvierte die Kriegsschule Hersfeld und avancierte bis Mitte Juni 1913 zum Leutnant. Mit Ausbruch des Ersten Weltkriegs wurde Jollasse in das Reserve-Infanterie-Regiment Nr. 25 versetzt. Zunächst nahm er als Zugführer, dann als Führer der 11. Kompanie an den Kämpfen bei Neufchâteau und an der Maas teil, bis er am 9. September bei Donchery am Fuß verwundet wurde. Nach seiner Gesundung diente Jollasse ab Anfang November 1914 als Adjutant des III. bzw. I. Bataillons und war ab Ende Dezember 1915 als Gasoffizier beim Stab der übergeordneten 15. Reserve-Division.
Ende April 1916 ließ Jollasse sich zur Fliegertruppe versetzen und absolvierte bis Ende Juli eine Ausbildung zum Fliegerbeobachter bei der Fliegerersatz-Abteilung 2. Anschließend war er als Beobachter bei der Feldflieger-Abteilung 32 tätig, stieg Mitte August 1916 zum Oberleutnant auf und erhielt am 28. Februar 1917 das Eiserne Kreuz I. Klasse. Nach einer Verwundung und Lazarettaufenthalt kam er Anfang Mai als Lehrer an die Fliegerbeobachterschule West und wurde im Oktober 1917 zur Fliegerersatz-Abteilung 8 nach Graudenz versetzt. Dort erfolgte eine Woche später seine weitere Verwendung als Führer des Beobachterzuges. Vom 1. März bis zum 10. September 1918 war Jolasse dann zum Stab des Kommandeurs der Flieger 7 kommandiert und trat anschließend mit der Versetzung zum Ersatz-Bataillon in sein Stammregiment zurück.
Nach Kriegsende war Jollasse ab Mitte Dezember 1918 Ordonnanzoffizier beim Generalkommando des VI. Armee-Korps im Heimatschutz. Ende März 1919 von dieser Stellung entbunden, kehrte er erneut zum 6. Rheinischen Infanterie-Regiment Nr. 68 zurück, wurde am 6. Juni 1919 zu den Reserveoffizieren überführt und erhielt am 31. März 1920 seinen Abschied.
Nach seiner Verabschiedung erwarb er im Dezember 1920 das Gut Birkenhof im Kreis Bordesholm und war ab Oktober 1921 als Kaufmann in Hamburg tätig.
Am 1. Oktober 1927 wurde Jollasse als L-Angestellter beim Wehrkreiskommando VI angestellt. Zum 1. Oktober 1933 erfolgte mit dem Dienstgrad als Hauptmann seine Übernahme in das L-Offizierskorps und eine Verwendung als Referent bei der Heeresdienststelle Dortmund. Nachdem man ihn am 30. April 1934 zunächst verabschiedet hatte, wurde er einen Tag später als Hauptmann mit Rangdienstalter vom 1. Februar 1929 und aktiver Offizier im 18. Infanterie-Regiment der Reichswehr angestellt. Anfang Oktober erfolgte seine Ernennung zum Kompaniechef und nach dem Übergang in die Wehrmacht am 1. Juli 1935 die Beförderung zum Major. Ab dem 1. November 1936 war er Kommandeur des II. Bataillons im Infanterie-Regiment 39 und wurde am 1. März 1938 Oberstleutnant.
In dieser Eigenschaft befand er sich bei Beginn des Zweiten Weltkriegs in Abwehrstellungen an der französischen Grenze. Vom 1. Februar 1940 bis 1. März 1942 war er Kommandeur des Infanterie-Regiments 52 bei der 18. Panzer-Division, wurde am 1. März 1941 zum Oberst befördert und nachdem er im Juli die Anerkennungsurkunde des Heeres erhalten hatte am 2. November 1941 mit dem Ritterkreuz des Eisernen Kreuzes ausgezeichnet.
Ab dem 1. März 1942 war er Kommandeur der neu aufgestellten Panzer-Brigade 18, die nur als Stab Heerestruppenteil der 18. Panzer-Division (2. Panzerarmee) war und im Januar 1943 aufgelöst wurde. Vom 17. September 1942 bis 2. Oktober 1942 hatte er die Führung des Unternehmens Dreieck und Viereck zur Partisanenbekämpfung inne. Dabei kam es zu Kriegsverbrechen, es wurden über 1.000 Personen ermordet, über 18.000 Einwohner deportiert und fast 1.000 wehrfähige Männer verschleppt. Am 27. April 1943 erfolgte seine Versetzung in die Führerreserve und er absolvierte im Juni/Juli einen Divisionsführerlehrgang. Anschließend beauftragte man Jollasse zunächst mit der Führung der 9. Panzer-Division und ernannte ihn am 1. Oktober 1943 mit der Beförderung zum Generalmajor zum Divisionskommandeur. Für sein Wirken erhielt er am 6. Januar 1944 das Deutsche Kreuz in Gold. Nach einer Verwundung wurde er am 3. September 1944 erneut in die Führerreserve versetzt. Nach Lazarettaufenthalt und Gesundungsurlaub war er vom 25. Januar bis zum 14. März 1945 Kommandeur der Division 408 nördlich von Breslau.
Im März 1945 wurde er Kommandeur der 344. Infanterie-Division. Jollasse wurde gegen Kriegsende im April 1945 mit Teilen seiner Division von Ottmachau nach Drebkau verlegt. Hitler forderte, in Verkennung der tatsächlichen Lage, dass Jollasse mit Teilen seiner 344. Infanterie-Division bei Drebkau, den Resten der Führer-Begleit-Division und der SS-Panzerdivision Frundsberg bei Spremberg (zusammengefasst unter der Bezeichnung „Korpsgruppe Jollasse“), nach Norden angreifen sollte, um so der vorrückenden 1. Ukrainischen Front in die Flanke zu fallen, die Verbindung zur 9. Armee (Kessel von Halbe) wiederherzustellen und die sowjetischen Panzerverbände im Süden von Berlin vom Nachschub abzuschneiden. Am 20. April 1945 folgte seine Beförderung zum Generalleutnant.
Mit nur schwachen Verbänden und ohne Versorgung sah sich Jollasse gezwungen, den Einheiten unter seinem Kommando am 21. April zu befehlen, sich nach Südwesten in Richtung Senftenberg abzusetzen, um wieder Anschluss an verbündete Truppen zu finden. Beim Versuch die Linien der gegnerischen Verbände zu umgehen oder zu durchbrechen, die seine Position bereits eingeschlossen hatten, wurden Jollasses Verbände in der Umgebung von Neupetershain fast vollständig aufgerieben. Er selbst erreichte Anfang Mai 1945 mit 25 Mann die Elbe und schlug sich nach Ende des Krieges nach Oberbayern durch.
Mit der Bedingungslosen Kapitulation der Wehrmacht befand er sich ab dem 8. Mai 1945 in Kriegsgefangenschaft, aus der er am 30. Juni 1947 entlassen wurde.